# Calueque
Calueque és una vila al costat d'un embassament i d'una estació de bombament del mateix nom al riu Cunene al municipi d'Ombadja la província de Cunene al sud d'Angola a 192 km al nord-oest d'Ondjiva. El projecte d'aigua està vinculada a Ruacana, 20 km dins de Namíbia, on hi ha la central elèctrica de Ruacana. Aquest embassament és un dels últims punts de referència al llarg del riu Cunene, abans que Cunene arriba a la frontera entre Angola i Namíbia.
Un canal i una canonada de 300 km s'estenen a través de la frontera cap a Namíbia, subministrant aigua a pobles tan llunyans com Oshakati a Ovamboland. La presa va ser acabada en 1976. No obstant això, a causa de l'esclat de la Guerra Civil angolesa després de la independència, el pla mestre complet de l'esquema no el van dur a terme ni el govern portuguès ni el de Sud-àfrica.

## Guerra civil angolesa
La construcció de l'embassament es va iniciar en 1972, i s'havien el 70% de les obres previstes quan foren abandonades degut a la proclamació d'independència d'Angola.
L'àrea fou d'una considerable importància estratègica, proporcionant el pretexte per a la intervenció militar sud-africana en la Guerra Civil angolesa en 1975, quan el personal de les instal·lacions fou amenaçat per la guerrilla. Poc després es va produir la intervenció plena amb l'anomenada Operació Savannah.
Al llarg de la guerra civil angolesa Calueque va romandre contínuament ocupada per les forces sud-africanes. El 1988, durant la batalla de Cuito Cuanavale, els cubans va obrir un segon front contra els sud-africans i van llançar una ofensiva terrestre massiva en direcció a Calueque. L'àrea al nord de la presa es va convertir en l'escenari de cruents combats que va resultar ser un punt d'inflexió en la guerra. El 27 de juny de 1988 els sud-africans es van retirar través de la presa a Àfrica del Sud-oest i el mateix dia MiG-23 cubans atacaren les instal·lacions. La primera onada d'avions va bombardejar el pont i les portes de l'esclusa, matant-hi un soldat. Una altra onada va bombardejar la bomba i el generador, mentre que una tercera va destruir la canonada a Ovamboland. Significativament, una de les últimes bombes van caure en la posició d'onze soldats sud-africans propers que havien sortit del seu transport de tropes Buffel per veure els esdeveniments. La presa i canonades van ser danyats considerablement, deixant la central inoperativa.
Mentre que l'embassament i el pont de Calueque foren desatesos des del bombardeig de 1988, el Govern d'Angola va signar l'abril de 2012 un contracte de 225 milions de dòlars per a la rehabilitació de la paret de la presa, la construcció de dues centrals hidroelèctriques, un nou canal i 21 pivots de reg. El projecte va ser adjudicat a Mota-Engil i Lyon, i estava prevista per 25 mesos.